# Desvío de noche
 (juin 2024).
L'article doit être relu — et modifié si nécessaire — par des contributeurs indépendants pour apporter un regard critique aux contributions effectuées en violation des conditions d'utilisation de Wikipédia, tant sur la forme (notamment concernant le style encyclopédique, la proportionnalité) que sur le fond (la neutralité de point de vue, la qualité et l'indépendance des sources).
 (août 2023).
Si vous disposez d'ouvrages ou d'articles de référence ou si vous connaissez des sites web de qualité traitant du thème abordé ici, merci de compléter l'article en donnant les références utiles à sa vérifiabilité et en les liant à la section « Notes et références ».
Pour plus de détails, voir Fiche technique et Distribution.
Desvío de noche est un film québécois réalisé par Paul Chotel et Ariane Falardeau St-Amour, sorti en 2022.

## Synopsis
Au cœur de l’hiver, une journaliste se replonge dans les souvenirs de sa plus récente enquête : la soudaine éclipse de l’étoile montante du patinage artistique, Violeta Martínez. Arrivée au village natal de Violeta sur la côte ouest du Mexique, elle se heurte à un labyrinthe d’indices et de fausses pistes, de récits surréels et de personnages énigmatiques. C’est alors que l’histoire dévie et s’enfonce dans la nuit. Un monde se fond dans un autre.

## Fiche technique
- Titre : Desvío de noche
- Titre anglais : Night Detour
- Titre français : Détour de nuit
- Réalisation : Paul Chotel et Ariane Falardeau St-Amour
- Direction de la photographie : Ariane Falardeau St-Amour
- Direction artistique : Catherine K. Pelletier
- Montage : Paul Chotel et Omar Elhamy
- Musique : Gabriel Chwojnik
- Conception sonore : Samuel Gagnon-Thibodeau
- Prise de son : Julián Darby Carmona
- Production : Maintenant et plus tard (Omar Elhamy, Simon Allard et Jeanne Dupuis)
- Interprétation : Abdallah Touaïmia, Ricardo Flores Aguirre, Martine Francke, Marie Brassard
- Distribution : Les Films du 3 Mars
- Pays d'origine : Canada (Québec)
- Langue originale : Espagnol, Français, Anglais
- Genre : fiction
- Durée : 96 minutes
- Date de sortie :
  - France : juillet 2022 (FID Marseille)
  - Canada : 22 septembre 2022

## Accueil

### Sortie
Le film a fait sa première mondiale au FID Marseille en juillet 2022. Peu de temps après, le film voyage au Québec pour sa première nord-américaine au Festival du nouveau cinéma de Montréal. Il prendra l'affiche le 22 septembre 2023 au Canada.

## Distinctions

### Nominations
- FID Marseille 2022
- Festival du nouveau cinéma de Montréal 2022[4]
- Olhar de Cinema – Festival Internacional de Curitiba 2023
- Jeonju International Film Festival 2023